# Sanpete County
Sanpete County ist ein County im Bundesstaat Utah der Vereinigten Staaten. Das U.S. Census Bureau hat bei der Volkszählung 2020 eine Einwohnerzahl von 28.437 ermittelt. Der Verwaltungssitz (County Seat) ist Manti, der größte Ort ist Ephrahim mit rund 4500 Einwohnern.

## Geographie
Sanpete County bedeckt eine Fläche von 4151 Quadratkilometern (1603 mi²), davon sind 38 Quadratkilometer Wasserfläche. Östlich wird das County vom Wasatch Plateau begrenzt. Hier erreicht es Höhen bis 3300 m. Der größte Teil des Wasatch-Plateaus wird vom Manti-La Sal National Forest umgeben. Das County grenzt im Uhrzeigersinn an die Countys: Utah County, Carbon County, Emery County, Sevier County, Millard County und Juab County.

## Sehenswertes
Der Huntington/Eccles Canyon National Scenic Byway führt von Fairview nach Huntington über die Staatsstraße 31. Dieser teils sehr windige Abschnitt erreicht Höhen über 3300 m. Schnee im Juni/Juli ist dort durchaus noch möglich.

## Demografische Daten

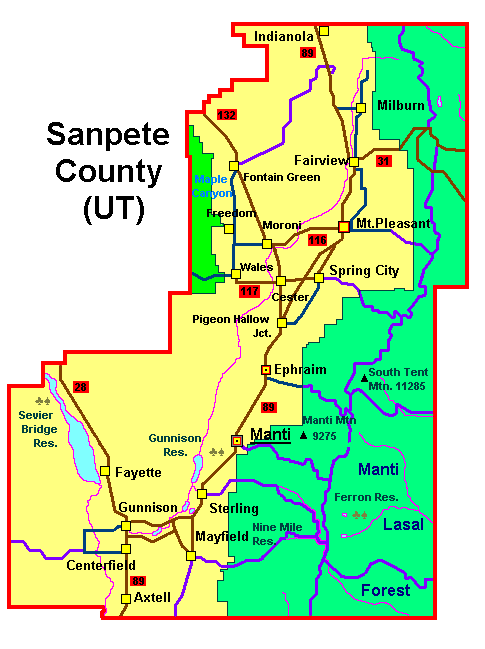
Sanpete County (Details)

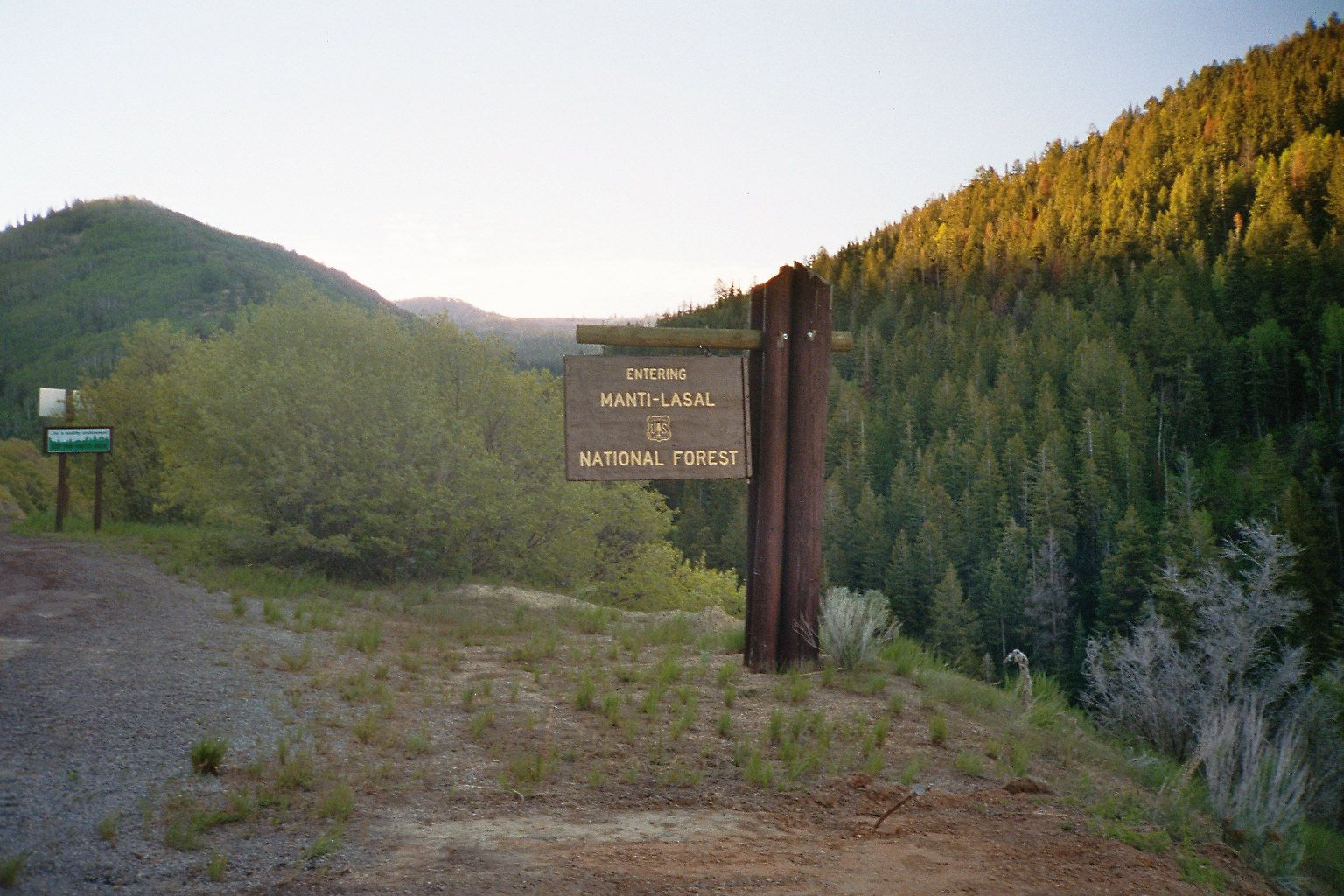
Huntington Canyon National Scenic Byway, Juni 2005

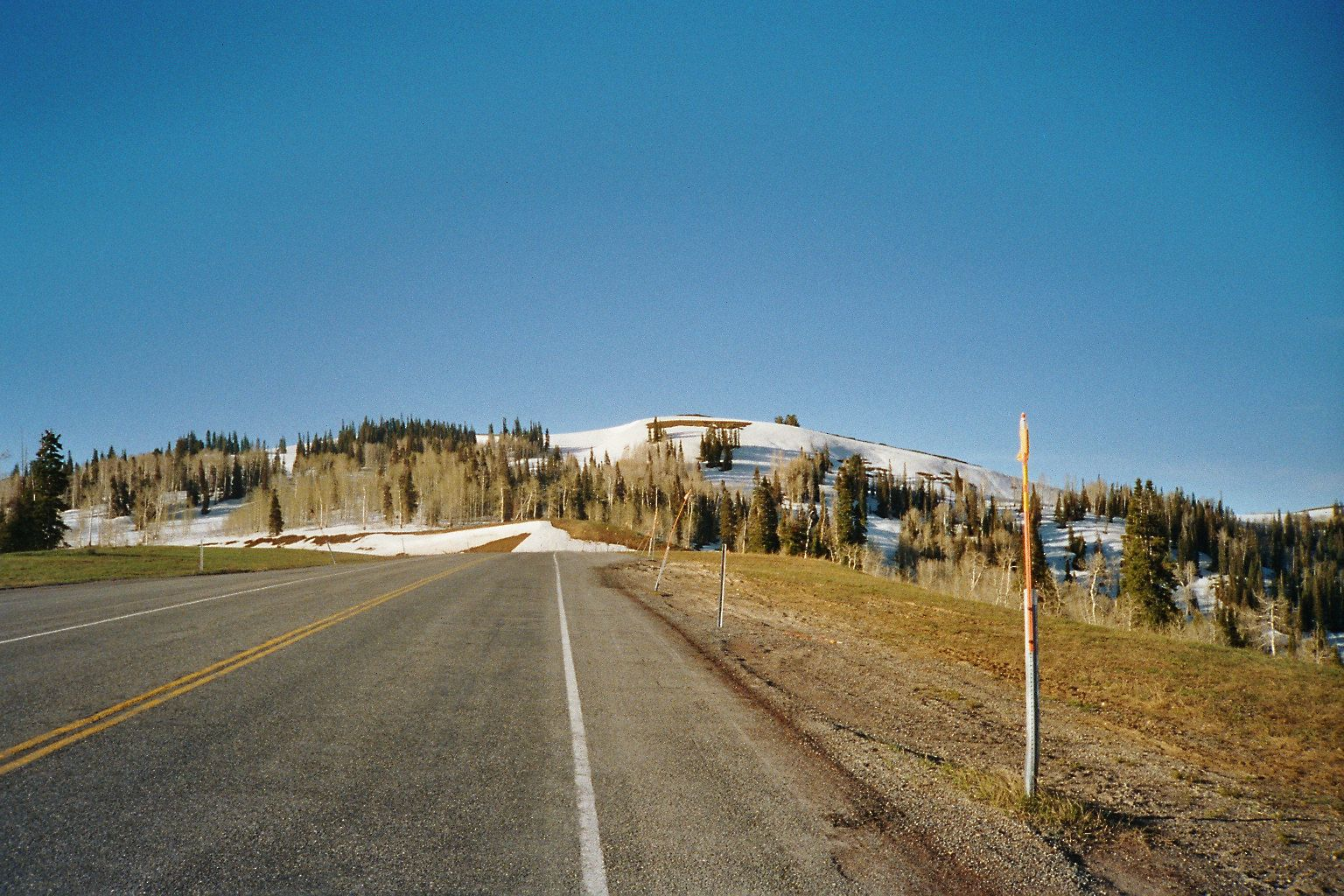
Scenic Byway Juni 2005

Nach der Volkszählung im Jahr 2000 lebten im Sanpete County 22.763 Menschen. Es gab 6547 Haushalte und 5067 Familien. Die Bevölkerungsdichte betrug 6 Einwohner pro Quadratkilometer. Ethnisch betrachtet setzte sich die Bevölkerung zusammen aus 92,43 % Weißen, 0,31 % Afroamerikanern, 0,87 % amerikanischen Ureinwohnern, 0,48 % Asiaten, 0,36 % Bewohnern aus dem pazifischen Inselraum und 4,06 % aus anderen ethnischen Gruppen; 1,49 % stammten von zwei oder mehr ethnischen Gruppen ab. 6,63 % der Bevölkerung waren spanischer oder lateinamerikanischer Abstammung.
Von den 6547 Haushalten hatten 43,40 % Kinder und Jugendliche unter 18 Jahre, die bei ihnen lebten. 67,00 % waren verheiratete, zusammenlebende Paare, 7,20 % waren allein erziehende Mütter. 22,60 % waren keine Familien. 17,80 % waren Singlehaushalte und in 10,10 % lebten Menschen im Alter von 65 Jahren oder darüber. Die Durchschnittshaushaltsgröße betrug 3,27 und die durchschnittliche Familiengröße lag bei 3,68 Personen.
Auf das gesamte County bezogen setzte sich die Bevölkerung zusammen aus 33,20 % Einwohnern unter 18 Jahren, 16,40 % zwischen 18 und 24 Jahren, 21,80 % zwischen 25 und 44 Jahren, 17,80 % zwischen 45 und 64 Jahren und 10,80 % waren 65 Jahre alt oder darüber. Das Durchschnittsalter betrug 25 Jahre. Auf 100 weibliche Personen kamen 102,40 männliche Personen, auf 100 Frauen im Alter ab 18 Jahren kamen statistisch 100,90 Männer.
Das jährliche Durchschnittseinkommen eines Haushalts betrug 33.042 USD, das Durchschnittseinkommen der Familien betrug 37.796 USD. Männer hatten ein Durchschnittseinkommen von 30.527 USD, Frauen 19.974 USD. Das Prokopfeinkommen betrug 12.442 USD. 15,90 % der Bevölkerung und 10,40 % der Familien lebten unterhalb der Armutsgrenze. 13,90 % davon waren unter 18 Jahre und 9,60 % waren 65 Jahre oder älter.

## Städte und Orte
- Axtell
- Centerfield
- Chester
- Christianburg
- Ephraim
- Fairview
- Fayette
- Fountain Green
- Freedom
- Gunnison
- Hill Top
- Indianola
- Jerusalem
- Manti
- Mayfield
- Milburn
- Moroni
- Mount Pleasant
- Oak Creek
- Spearmint
- Spring City
- Sterling
- Wales
- West Ephraim